# 2013 TV135
2013 TV135 (também escrito como 2013 TV135) é um asteroide próximo da Terra. Ele possui uma magnitude absoluta de 19,5 e tem um diâmetro estimado com cerca de 450 metros. Em 16 de setembro de 2013, ele passou a cerca de 0,0448 UA (6.700.000 km) da Terra. Em 20 de setembro de 2013, ele veio para o periélio (abordagem mais próxima do Sol). O asteroide foi classificado como nível 1 na Escala de Turim em 16 de outubro de 2013. Ele foi removido da tabela de risco da Sentry em 08 de novembro de 2013 após o JPL analisar sua órbita que contava com um arco de observação de 27 dias.

## Descoberta
2013 TV135 foi descoberto no dia 12 de outubro de 2013, pelo astrônomo ucraniano Gennady Borisov através do Observatório Astrofísico da Crimeia.

## Órbita
A órbita de 2013 TV135 tem uma excentricidade de 0,5905 e possui um semieixo maior de 2,430 UA. O seu periélio leva o mesmo a uma distância de 0,9954 UA em relação ao Sol e seu afélio a 3,866 UA.